# Yana Sotiyeva
Yana Sotiyeva –en ruso, Яна Сотиева– (26 de junio de 2000) es una deportista rusa que compite en halterofilia.
Ganó una medalla de bronce en el Campeonato Mundial de Halterofilia de 2021 y una medalla de plata en el Campeonato Europeo de Halterofilia de 2021, ambas en la categoría de 76 kg.

## Palmarés internacional
| Campeonato Mundial | Campeonato Mundial   | Campeonato Mundial | Campeonato Mundial |
| Año                | Lugar                | Medalla            | Categoría          |
| ------------------ | -------------------- | ------------------ | ------------------ |
| 2021               | Taskent (Uzbekistán) | Medalla de bronce  | 76 kg              |
| Campeonato Europeo |                      |                    |                    |
| Año                | Lugar                | Medalla            | Categoría          |
| 2021               | Moscú (Rusia)        | Medalla de plata   | 76 kg              |